# Distretto di Belén (Ayacucho)
Il distretto di Belén è uno degli undici distretti della provincia di Sucre, in Perù. Si trova nella regione di Ayacucho e si estende su una superficie di 41,46 chilometri quadrati.

Istituito il 23 novembre 1964, ha per capitale la città di Belén; nel censimento del 2005 contava 611 abitanti.